# 江苏省高级人民法院
江苏省高级人民法院是中華人民共和國江苏省的高级人民法院。

## 机构设置

### 内设机构
- 立案庭
- 刑事审判第一庭
- 刑事审判第二庭
- 民事审判第一庭
- 民事审判第二庭
- 民事审判第三庭
- 行政审判庭
- 审判监督庭
- 执行局
- 办公室
- 法官人事处
- 综合处
- 教育处
- 纪检监察室
- 机关党委
- 老干部处
- 技术处
- 宣传处
- 司法行政装备管理处
- 法警总队
- 司法鉴定处
- 研究室[1]

### 企业
- 法苑宾馆

## 历任领导
院长
副院长

## 知名案例
- 慕马案部分案件的二审
  - 原沈阳市副市长马向东案
  - 原沈阳市建委主任宁先杰案
  - 原沈阳市财政局局长李经芳案
  - 原沈阳市政府副秘书长迟若岩、泰明案
  - 原沈阳市人民检察院检察长刘实案
- 2023年苏州毒地案，涉案索赔金额过百亿

## 对应中级人民法院、海事法院
- 江苏省南京市中级人民法院
- 江苏省无锡市中级人民法院
- 江苏省徐州市中级人民法院
- 江苏省常州市中级人民法院
- 江苏省苏州市中级人民法院
- 江苏省南通市中级人民法院
- 江苏省连云港市中级人民法院
- 江苏省淮安市中级人民法院
- 江苏省盐城市中级人民法院
- 江苏省扬州市中级人民法院
- 江苏省镇江市中级人民法院
- 江苏省泰州市中级人民法院
- 江苏省宿迁市中级人民法院
- 中华人民共和国南京海事法院